# Сечинаро
Сечинаро (італ. Secinaro) — муніципалітет в Італії, у регіоні Абруццо,  провінція Л'Аквіла.
Сечинаро розташоване на відстані близько 105 км на схід від Рима, 34 км на південний схід від Л'Акуїли.
Населення — 368 осіб (2014).
Щорічний фестиваль відбувається 6 грудня. Покровитель — святий Миколай.

## Демографія
Населення за роками:

Станом на 1 січня 2023 року в муніципалітеті офіційно проживали 24 іноземці з 6 країн, серед них 15 громадян країн Євросоюзу та 3 громадяни України.

## Сусідні муніципалітети
- Аччано
- Кастельвеккьо-Субекуо
- Челано
- Гальяно-Атерно
- Моліна-Атерно
- Овіндолі
- Рокка-ді-Меццо
- Горіано-Валлі
- Тьоне-дельї-Абруцці